# Анемия
Анеми́я (греч. αναιμία; от греч. αν — приставка, означающая отрицание и греч. αἷμα — кровь), синоним — малокровие, — патологический клинико-гематологический синдром, который сопровождается уменьшением содержания гемоглобина и эритроцитов в циркулирующей крови и характеризируется нарушением транспорта кислорода и развитием гипоксии.
Слово «анемия» без уточнения не определяет конкретного заболевания, так как анемию относят к одному из симптомов различных патологических состояний организма. Следует различать гидремию (псевдоанемию, например, у беременных) и собственно анемию — при гидремии число форменных элементов крови (эритроциты, лейкоциты, тромбоциты) и гемоглобина остается прежним, но увеличивается объём жидкой части крови. Анемия является наиболее распространенным заболеванием крови, затрагивающим около трети населения планеты. Анемия чаще встречается у женщин, чем у мужчин, во время беременности, а также у детей и пожилых людей.

## Особенности классификации
Анемия не является заболеванием, она проявляется как симптом, сопутствующий целому ряду болезней и патологий, которые могут быть либо связаны с первичным поражением системы крови, либо не зависеть от него. Для классификации анемии принято использовать принцип практической целесообразности. Сложившаяся клиническая практика соответствует классификации:
- анемии, обусловленные острой кровопотерей;
- анемии вследствие нарушения продукции эритроцитов: апластические, железодефицитные, мегалобластные, сидеробластные, хронических заболеваний;
- анемии вследствие повышенного разрушения эритроцитов: гемолитические[7] .

Современная классификация анемии основывается на клинико-лабораторных признаках, позволяющих проводить дифференциальную диагностику анемий. Особое место при проведении комплекса медицинских исследований в процессе выявления причины анемического синдрома отводится показателю «ферритин сыворотки крови».

## Определение анемии
Снижение концентрации гемоглобина в крови часто происходит при одновременном уменьшении количества эритроцитов и изменении их качественного состава. Любая анемия приводит к снижению дыхательной функции крови и развитию кислородного голодания тканей. В зависимости от пола и возраста норма показателя содержания гемоглобина в литре крови может отличаться.
| Возраст                            | Нормальный уровень | Лёгкая анемия | Средняя анемия | Тяжёлая анемия |
| ---------------------------------- | ------------------ | ------------- | -------------- | -------------- |
| От 6 месяцев до 4 лет включительно | 110 и выше         | 100—109       | 70—99          | менее 70       |
| Дети 5—11 лет                      | 115 и выше         | 110—114       | 80—109         | менее 80       |
| Дети 12—14 лет                     | 120 и выше         | 110—119       | 80—109         | менее 80       |
| Женщины (от 15 лет)                | 120 и выше         | 110—119       | 80—109         | менее 80       |
| Беременные женщины                 | 110 и выше         | 100—109       | 70—99          | менее 70       |
| Мужчины (от 15 лет)                | 130 и выше         | 110—129       | 80—109         | менее 80       |

### По цветовому показателю
Цветовой показатель крови (ЦП) показывает степень насыщения эритроцита гемоглобином. В норме он равен 0,86—1,1, как у мужчин, так и у женщин. В зависимости от него различают такие анемии:

#### Гипохромная анемия
- Гипохромные — ЦП < 0,86 
  - железодефицитная анемия
  - талассемия

#### Нормохромная анемия
- Нормохромные — ЦП 0,86—1,1:
  - гемолитические анемии (когда скорость разрушения эритроцитов превышает скорость их продукции)
  - постгеморрагическая (как результат потери крови вследствие кровотечения или кровоизлияния)
  - неопластические заболевания костного мозга
  - апластические анемии
  - внекостномозговые опухоли
  - анемии вследствие снижения выработки эритропоэтина

#### Гиперхромная анемия
- Гиперхромные — ЦП > 1,1:
  - витамин B12-дефицитная анемия
  - фолиеводефицитная анемия
  - миелодиспластический синдром

### По способности костного мозга к регенерации
Основным признаком такой регенерации является увеличение количества ретикулоцитов (молодых эритроцитов) в периферической крови. Норма — 0,5—2 %.
- Арегенераторная (к примеру, апластическая анемия[11]) — характерно отсутствие ретикулоцитов.
- Гипорегенераторная (витамин B12-дефицитная анемия, железодефицитная анемия) — характерно количество ретикулоцитов ниже 0,5 %.
- Норморегенераторная или регенераторная (постгеморрагическая) — количество ретикулоцитов в норме (0,5—2 %).
- Гиперрегенераторная (гемолитические анемии) — количество ретикулоцитов более 2 %.

### Патогенетическая классификация
Основана на механизмах развития анемий как патологического процесса.
- Железодефицитные анемии — связаны с дефицитом железа
- Дисгемопоэтические анемии — анемии, связанные с нарушением кровообразования в красном костном мозге
- Постгеморрагические анемии — связанные с острой или хронической кровопотерей
- Гемолитические анемии — связанные с повышенным разрушением эритроцитов
- В12 (мегалобластные анемии) — связанные с нарушением синтеза ДНК и РНК.
- Фолиеводефицитные анемии

### По этиологии
- Анемии при хронических воспалениях:
  - При инфекциях:
    - туберкулёз
    - бактериальный эндокардит
    - бронхоэктатическая болезнь
    - абсцесс лёгкого
    - бруцеллёз
    - пиелонефрит
    - остеомиелит
    - микозы

  - При коллагенозах:
    - системная красная волчанка
    - ревматоидный артрит
    - узелковый полиартериит
    - болезнь Хортона (васкулит)
- Мегалобластные анемии:
  - Пернициозная анемия
  - Гемолитический миокардит

## Этиология
В зависимости от типа анемии этиологические факторы могут достаточно сильно различаться:
- одностороннее питание (преобладание молочных продуктов);
- недостаток витаминов;
- нерегулярный приём пищи;
- перенесённые острые респираторные заболевания, детские инфекции;
- глистные инвазии.

## Патогенез
Различают три основных механизма развития анемии:
- Анемия как следствие нарушения образования нормальных эритроцитов и синтеза гемоглобина. Такой механизм развития наблюдается в случае недостатка железа, витамина B12, фолиевой кислоты, во время заболеваний красного костного мозга.
- Анемия как следствие потери эритроцитов является, главным образом, следствием острых кровотечений (травмы, операции). При хронических кровотечениях малого объёма причиной анемии является не столько потеря эритроцитов, сколько недостаток железа, который развивается на фоне хронической потери крови.
- Анемия как следствие ускоренного разрушения эритроцитов крови. В норме длительность жизни эритроцитов составляет около 120 дней. В некоторых случаях (гемолитическая анемия, гемоглобинопатии и пр.) эритроциты разрушаются быстрее, что и становится причиной анемии. Иногда разрушению эритроцитов способствует употребление значительных количеств уксуса, вызывающего ускоренный распад эритроцитов[12].

## Клинические проявления
Нередко анемия протекает без выраженных проявлений и часто остаётся незамеченной, во многих случаях становясь случайной лабораторной находкой у людей, не предъявляющих специфических жалоб.
Как правило, страдающие анемией отмечают проявления, обусловленные развитием анемической гипоксии. При лёгких формах это может быть слабость, быстрая утомляемость, общее недомогание, а также снижение концентрации внимания. Люди с более выраженной анемией могут жаловаться на одышку при незначительной или умеренной нагрузке, сердцебиения, головную боль, шум в ушах, могут также встречаться нарушения сна, аппетита, полового влечения. При очень сильной анемии, или при наличии сопутствующей патологии, возможно развитие сердечной недостаточности.
Часто встречаемым диагностически важным симптомом умеренной или выраженной анемии является бледность (кожных покровов, видимых слизистых и ногтевых лож). Также ценное значение имеют такие симптомы, как развитие хейлоза и койлонихии, усиление сердечного толчка и появление функционального систолического шума.
Проявления острых и тяжёлых анемий всегда более выражены, чем хронических и средней тяжести.
Кроме общих симптомов, непосредственно связанных с гипоксией, у анемий могут быть и другие проявления в зависимости от их этиологии и патогенеза. Например, развитие нарушений чувствительности при B12-дефицитной анемии, желтуха — при гемолитической анемии и пр.

## Анемия при беременности
Из всех видов анемий при беременности наиболее часто возникает железодефицитная анемия. Это связано с увеличивающейся потребностью железа с 0,6 до 3,5 мг/сутки, что превышает способность всасывания его из пищи (1,8—2 мг/сутки). Железо расходуется на формирование плода и плаценты.
Если заболевание сохраняется при беременности, это может привести к серьёзным последствиям:
- плод может недополучить кислород, который нужен для нормального развития, особенно головного мозга;
- женщины с тяжёлыми формами анемии хуже себя чувствуют во время беременности;
- растёт вероятность преждевременных родов;
- после родов выше риск развития инфекций[14].

От анемии беременных следует отличать физиологическую гиперплазию, при которой из-за увеличения на 23—24 % массы крови показатели гематокрита, гемоглобина и количества эритроцитов снижаются. Гиперплазия проходит бессимптомно, не требует лечения и в течение 1—2 недель после родов исчезает.
| Показатели         | У не беременной | У беременной |
| ------------------ | --------------- | ------------ |
| Hb, г/л            | 145—125         | 105—110      |
| Эритроциты ×1012/л | 3,7±0,25        | 3,25±0,25    |
| Ретикулоциты, ‰    | 5—10            | 10—25        |
| Гематокрит, ‰      | 40—42           | 33—35        |
| Лейкоциты ×109/л   | 7±3             | 10±5         |
| Тромбоциты ×109/л  | 300             | 150          |
| СОЭ мм/час         | 13—26           | 50—80        |

## Лечение
Чаще всего встречаются железо- и В12-дефицитные анемии, которые лечат витамином В12 и препаратами железа. Также при низком уровне гемоглобина могут быть применены переливания эритроцитарной массы. В целом тактика лечения зависит от типа анемии и тяжести состояния больного.
- Лечение некоторых анемий проводится в условиях стационара.
- Диета должна быть полноценной, содержать достаточное количество белка, железа и витаминов.
- По жизненным показаниям, при резком нарушении гемодинамики, падении гемоглобина ниже 70—80 г/л применяются гемотрансфузии.
- Терапия отдельных форм анемий проводится с учётом их этиологии и патогенеза.
- В случае острой постгеморрагической анемии в первую очередь необходима остановка кровотечения. После массивной кровопотери назначаются препараты железа.
- Патогенетическая терапия железодефицитной анемии базируется на использовании препаратов железа путём введения его внутрь (тотема, гемостимулин, ферроплекс, тардиферон) или парентерально (феррактин, феррум-лек, фербитол, эктофер).
- Лечение витамин В12-дефицитной анемии осуществляется парентеральным применением препаратов витамина, иногда с добавлением кофермента — аденозинкобаламина. Критерием эффективности проводимой терапии является ретикулоцитарный криз — увеличение количества ретикулоцитов до 20—30 % на 5—8 день лечения.
- Лечение апластической анемии включает проведение гемотрансфузий, трансплантацию костного мозга, терапию глюкокортикоидными и анаболическими гормонами.
- Лечение анемии при ХПН: дапродустат[англ.], молидустат[англ.], вададустат[англ.].
- Лечение анемии при талассемии и миелодиспластическом синдроме: луспатерцепт[англ.].

## Профилактика
Основным средством в профилактике анемии является сбалансированное и богатое витаминами питание, а также применение препаратов, содержащих железо, по рекомендациям лечащего врача. Ежедневная норма железа для нормальной жизнедеятельности человека — 20—25 мг. Основную часть этого количества (90 %) составляет эндогенное железо, которое освобождается при распаде эритроцитов, 10 % — это экзогенное железо, поступающее из пищи. Норма железа для мужчин — 1 мг, для женщин — 2 мг (из-за циклической потери крови).

## Прогноз
- При железодефицитных анемиях прогноз в большинстве случаев благоприятный. Профилактическое применение препаратов железа на первом году жизни (второй квартал) не только предотвращает развитие анемии, но и значительно снижает заболеваемость детей ОРВИ и кишечными инфекциями, а также способствует лучшему развитию.
- При наследственных формах гемолитических анемий прогноз зависит от частоты гемолитических кризов и степени тяжести малокровия.

## Дополнительные источники
- Шулутко Б. И. Внутренняя медицина. Руководство для врачей в 2 томах. — СПб.: «Левша. Санкт-Петербург», 1999.
- Шулутко Б. И., Макаренко С. В. Стандарты диагностики и лечения внутренних болезней. 3-е изд. — СПб.: Экология-бизнес-информатика, 2005.